# Santa Sé da Cilícia
Santa Sé da Cilícia ou Catolicato armênio da Grande Casa da Cilícia(em armênio/arménio:  Կաթողիկոսութիւն Հայոց Մեծի Տանն Կիլիկիոյ) é uma jurisdição oriental ortodoxa autocéfala. O catolicato armênio foi transferido da Armênia para a Cilícia em 1058. Embora a sé de Echemiazim tenha sido restaurada em 1441, a sé da Cilícia continuou existindo e continua até os dias de hoje. Desde 1930, após o genocídio armênio, o catolicato da Cilícia está sediado em Antelias, no Líbano. 
Também é conhecida pelos nomes "Catolicato dos Armênios Menores", "Patriarcado da Grande Cilícia", "Diocese de Tanna Cilícia", "Catolicato de Ssi", "Catolicato de Antelias".
O primaz é Sua Santidade Aram I, católico da Cilícia da Igreja Apostólica Armênia desde 1995.

## Relações com a sé de Echemiazim
A divisão em dois católicos da Igreja Apostólica Armênia não significa que ambas as jurisdições estejam em cisma uma com a outra. De acordo com o católico da Cilícia, os dois católicos armênios existentes (Cilícia e Echemiazim) têm os mesmos direitos e ao católico de Echemiazim é concedido um primado de honra. De acordo com o católico de Echemiazim, o católico ciliciano é apenas católico regional e está subordinado ao Católico Supremo de Todos os Armênios em Echemiazim em todos os assuntos espirituais.

## História
A origem do catolicato da Cilícia está relacionada com a emigração armênia da pátria mãe, causada inicialmente pela anexação do Reino da Armênia ao Império Bizantino em 1045 e depois pela invasão seljúcida de 1064. Isso obrigou o patriarca dos cristãos armênios a transferir a sede do patriarcado para a Turquia, em vários locais, até que colocou sua sede definitiva em Sis, o atual Kozan, a partir de 1292. Em 1441, uma disputa interna dentro da Igreja Armênia sancionou uma divisão do patriarcado: uma parte dos armênios seguiu o novo católico para Echemiazim, na pátria, enquanto uma parte permaneceu fiel ao católico de Sis. A partir deste momento, haveriam dois católicos armênios.
Após o genocídio armênio, a sede do catolicato foi transferida para Aleppo, na Síria, em 1922, e para Antelias, no Líbano, em 1930.

## Jurisdição

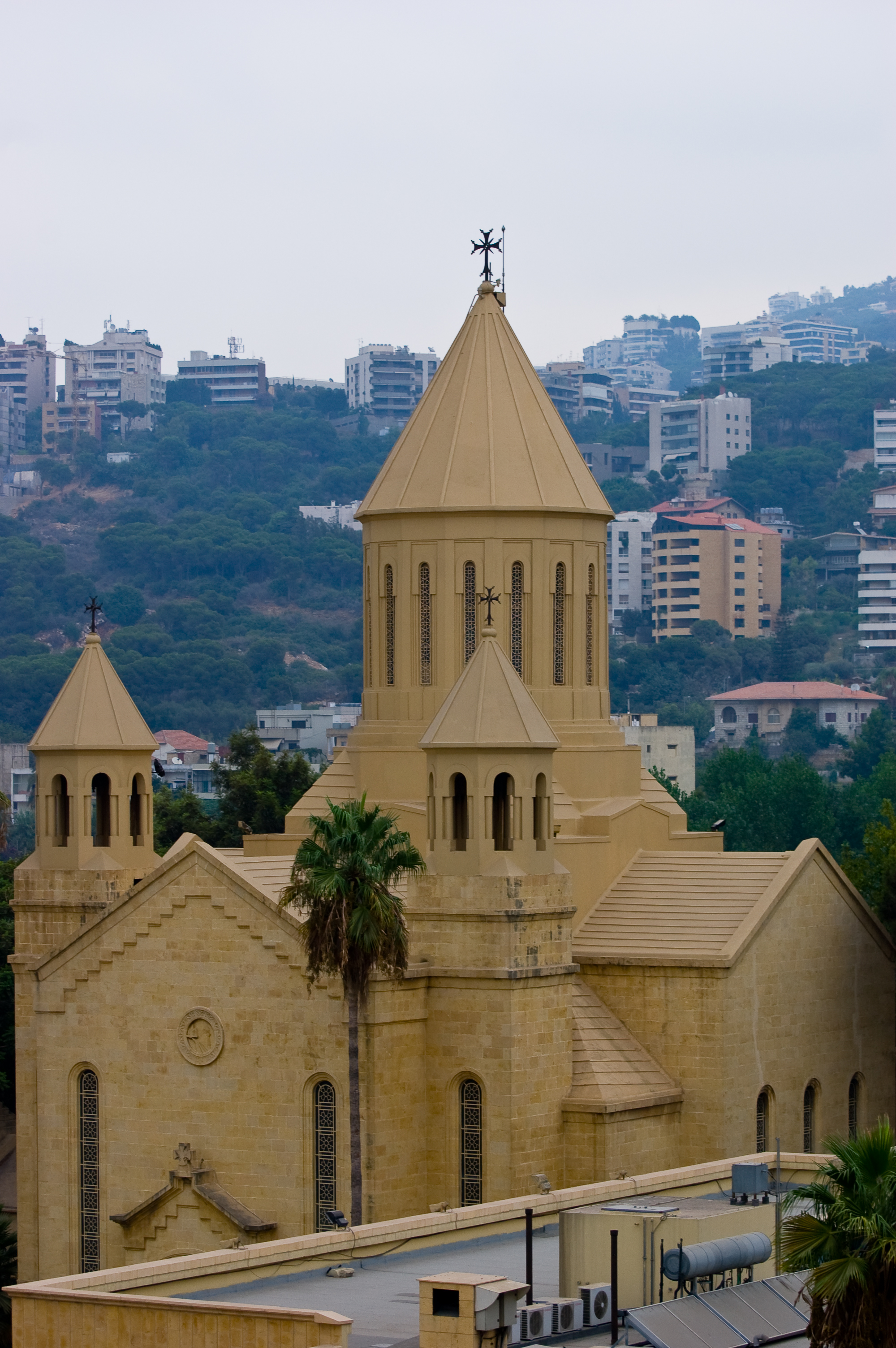
Catedral de São Gregório, O Iluminador, da sé da Cilícia.

O território jurisdicional do católico da Grande Casa da Cilícia se estende pela Síria, Chipre, Irã, Grécia e Líbano. O catolicato da Cilicia tem uma história de tensão com Echemiazim e os dois mantêm jurisdições separadas na América do Norte, Grécia e Síria.
Em 1933, após a ocupação soviética da Armênia, a Igreja Armênia na América se dividiu, surgindo a Igreja Apostólica Armênia da América. Em 1958, esse ramo foi incorporado à sé da Cilícia como uma prelazia da América do Norte, que passou a assumir o controle de parte da diáspora armênia devido ao controle soviético sobre a sé de Echemiazim, o que levou à duplicação de jurisdições nos Estados Unidos, Canadá, Grécia e Síria.

## Patriarca-Católico

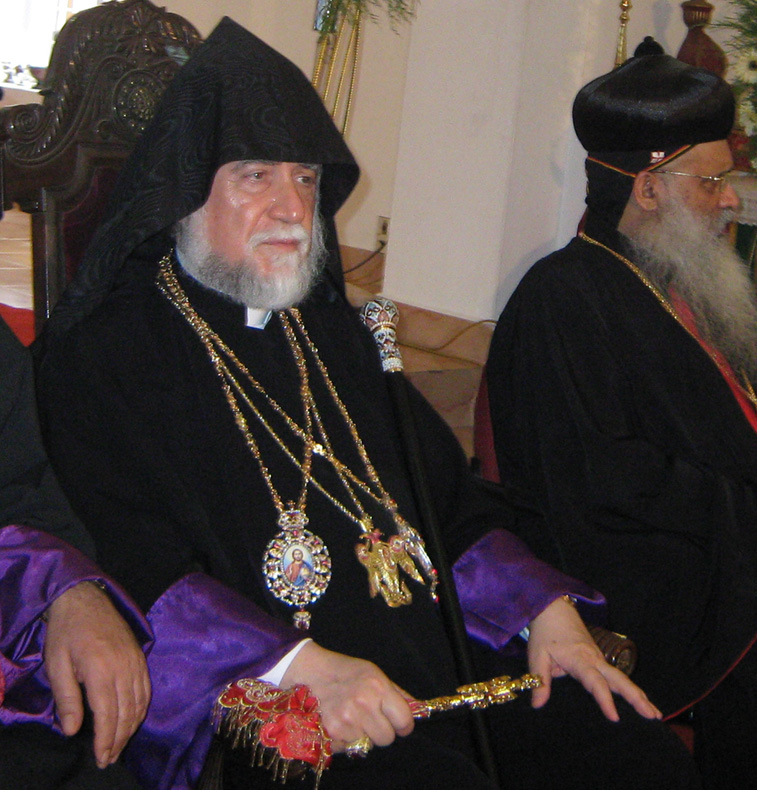
Aram I da Cilícia

Sua Santidade Aram I (em armênio/arménio:  Արամ Ա) é o católico da Santa Sé da Cilícia da Igreja Apostólica Armênia desde 1995 e reside em Antelias, no Líbano. Seu título oficial é Servo de Jesus Cristo, e pela insondável vontade de Deus e por escolha do povo, Arcebispo e Católico dos Armênios da Grande Casa da Cilícia.[carece de fontes?]
É eleito por uma Assembleia Nacional composta por eclesiásticos (um terço) e leigos (dois terços).[carece de fontes?]